# Minu Ghedina
Minu Ghedina (* 26. August 1959 in Klagenfurt, Österreich) ist eine österreichische Schauspielerin und Bildhauerin.

## Leben und Wirken
Neben dem Germanistikstudium an der Universität Innsbruck von 1978 bis 1982 ging sie vier Jahre lang auf die Schauspielschule Innsbruck. Nach einigen Engagements in Deutschland und Österreich begann sie 1990 das Studium der Bildhauerei bei Alfred Hrdlicka an der Hochschule für angewandte Kunst Wien. Nach der Geburt ihrer Tochter Lea übersiedelte sie nach Nordrhein-Westfalen, wo sie bis zu der Übersiedlung nach Innsbruck 2008 blieb.

## Einzelausstellungen
- 1993 "Moses", Hochschule für angewandte Kunst, Wien
- 1994 "Die Verweigerung", Galerie im Andechshof, Innsbruck
- 1994 "Bilder und Skulpturen", Sparkasse, Innsbruck
- 1996 "Sterntaler", Hofgarten, Innsbruck
- 1998 "Herzklopfen", Hofgarten, Innsbruck
- 1999 "Hautnah", Womens Art Connection, Berlin
- 2000 "Skulptur, Bild, Text", Geldern
- 2001 "Hautnah", Rathaus Weeze
- 2001 "Haut", Moerser Kabinett
- 2001 "Romeo und Julia haben Heimweh", Goch
- 2002 "Geschichten" Geldern
- 2003 "Malerei und Skulptur", Kunstpalette Xanten
- 2005 "Spurensuche", Innsbrucker Kommunalbetriebe,
- 2005 "Begegnungen", Dr. Golser, Dr. Sperner, Innsbruck
- 2006 "Die Gunst des Seerosenteichs", Brüssel, EU-Tirol
- 2007 "Begegnungen", Rattenberg (Österreich)
- 2007 "Die Schutzbefohlenen", Galerie Nothburga, Innsbruck
- 2009 "Die Wiedererrichtung des Himmels", Galerie Andechshof, Innsbruck
- 2010 "Die Gunst des Seerosenteichs", Innsbruck
- 2011 "Fragmente", Landeskrankenhaus Innsbruck
- 2011 "Was bleibt I", Südtiroler Kulturinstitut, Bozen, Italien
- 2011 "Was bleibt II", Ubuntu, Imst, Kulturinitiative SOS-Kinderdorf
- 2011 "Pipistrello", Hall in Tirol
- 2012 "Abschiede ", MG-Interior, Innsbruck

## Ausstellungsbeteiligung
- 1993 "Fest am Boden", 30 Tiroler Künstlerinnen, Wörgl
- 1993 "Der menschliche Körper", Wien
- 1994 "Skulptur", Wiener Neustadt
- 1994 "Der 26. Mai", Skulptur im Rathaus, Wien
- 1995 "Altarskulptur", Minoritenkirche Krems
- 1996 "Neue Mitglieder", Tiroler Künstlerschaft Innsbruck
- 1996 "Kontakte", Nord- und Südtiroler Künstler, Bozen
- 1997 "Hrdlicka und seine Schüler", Tulln
- 2000 25 Jahre "Bibliothek Moers"
- 2002 "4x4" Künstler am Niederrhein, Cubus-Kunsthalle, Duisburg
- 2003 "Wasser am Niederrhein", Kevelaer
- 2004 "Kunstpostkarte NRW", Cubus Kunsthalle, Duisburg
- 2006 Art Innsbruck, Kunstmesse Innsbruck
- 2008 "Mitgliederausstellung" der Tiroler Künstlerschaft, Stadtturmgalerie, Innsbruck
- 2009 "Heimat und Identität", Hypobank, SOS-Kinderdorf, Innsbruck,
- 2009 Galerie Art Depot, Weihnachtsausstellung, Innsbruck
- 2010 "SOS-Kinderdorf", Imst Ernst Raas Lecture, Hall in Tirol
- 2011 "Transparenz", Galerie Art Depot Innsbruck
- 2012 "Papier Global ", Deggendorf
- 2012 "Weihnachtsausstellung", Galerie Chapeau, Innsbruck
- 2012 "Art Ulm ", Ulm

## Szenische Projekte
- 2006 "Häutungen"
- 2008 "Das leise Zögern"

## Symposien
- 1993–1995 Steinbildhauersymposium Innsbruck
- 1995–1996 Radiersymposium Dresden